# Srđan Mijailović
Srđan Mijailović (in serbo Срђан Мијаиловић?; Požega, 10 novembre 1993) è un calciatore serbo, centrocampista dell'Al-Wasl e della nazionale serba.

## Carriera
Dopo una lunga militanza all'estero, nel 2020 ha fatto ritorno in patria, dove gioca per il Čukarički

## Palmarès

### Club

#### Competizioni nazionali
- Campionato serbo: 2

Stella Rossa: 2022-2023, 2023-2024
- Coppa di Serbia: 3

Stella Rossa: 2011-2012, 2022-2023, 2023-2024